# Fairfax Financial
Fairfax Financial Holdings Limited (TSX: FFH

) er et canadisk investerings- og forsikringsselskab med hovedkvarter i Toronto, Ontario. De har ejendomsforsikring, skadesforsikring, genforsikring og investeringsforvaltning. De har talrige datterselskaber, hvilket inkluderer: Allied World, Odyssey Re, Northbridge Financial, Crum & Forster, Verassure Insurance, Onlia Agency Inc. og Zenith Insurance Company. De har 44.000 ansatte og omsætter for 20 mia. USD.
Fairfax blev etableret som Markel Service of Canada 13. marts 1951. De fortsatte under Canada Business Corporations Act i 1976, umiddelbart efter blev navnet ændret til Markel Financial Holdings Ltd.